# Sultan Hashim Ahmad al-Tai

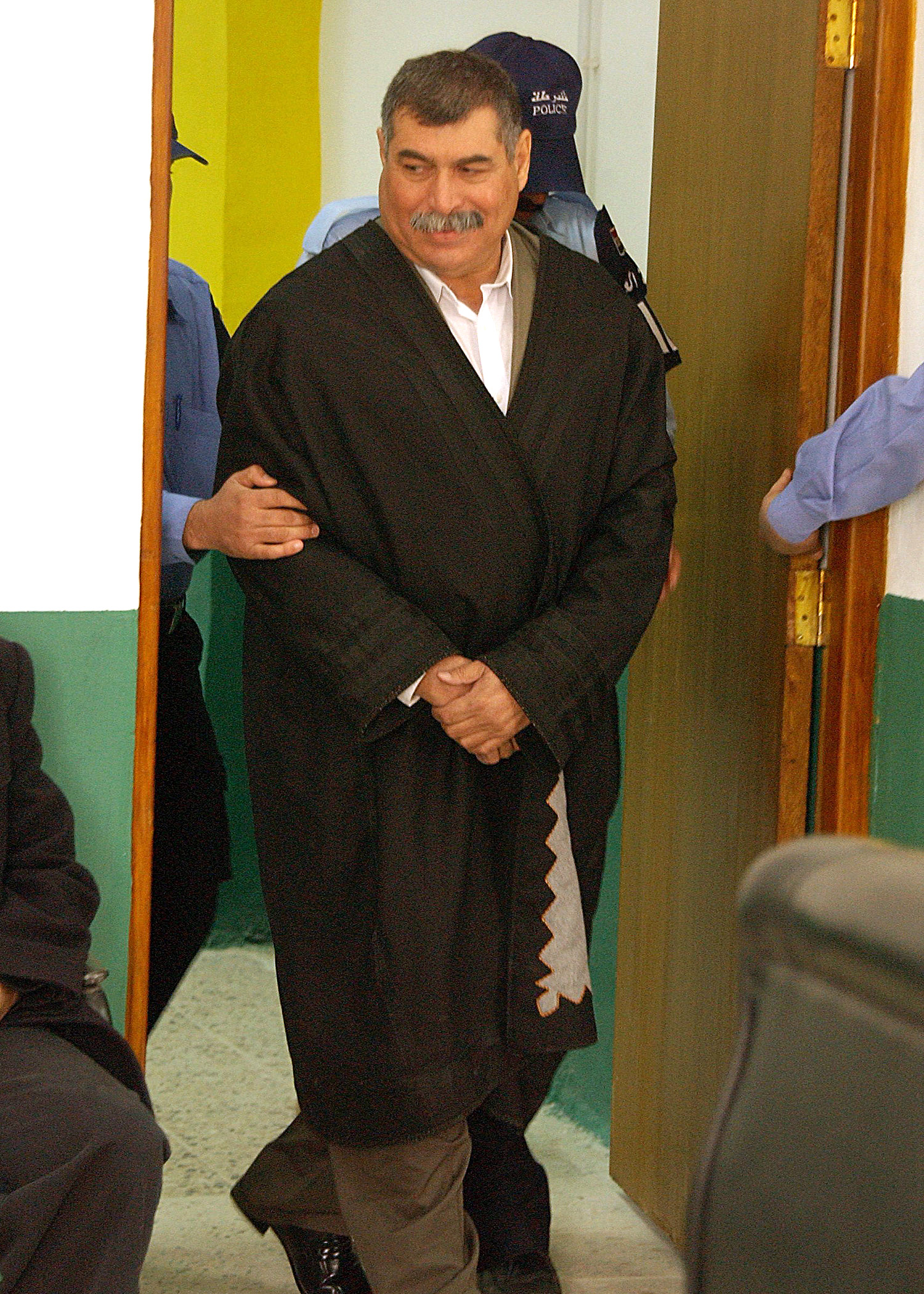
Sultan Hashim Ahmad al-Tai

Sultan Hashim Ahmad al-Tai (Mosoel, 1944 – 19 juli 2020) was een Iraaks generaal en politicus. Hij voerde namens Irak de gesprekken over een staakt-het-vuren tijdens de Golfoorlog van 1991. Hij werd gezien als een stroman van oud-dictator Saddam Hoessein. Saddam zelf had de echte macht over het Iraakse leger.
Als minister van defensie gaf hij zich na bijna een week erover onderhandeld te hebben op 19 september 2003 in Mosoel over. Hem werd immuniteit toegekend.
Op 24 juni 2007 werd hij veroordeeld tot de dood door ophanging voor misdaden tegen de menselijkheid. 
Zijn executie was gepland op 11 september 2007, maar deze is nooit uitgevoerd vanwege publieke afwijzing van de Iraakse president en vicepresident.